# Włodzimierska Ikona Matki Bożej
Włodzimierska Ikona Matki Bożej – jedna z najbardziej czczonych w Rosyjskim Kościele Prawosławnym ikon Matki Bożej.

## Historia
Według tradycji ikona została napisana przez Ewangelistę Łukasza na desce ze stołu w Wieczerniku. Jednak według badań historyków sztuki powstała znacznie później, w pierwszej połowie XII w. w Bizancjum. Jej autor jest nieznany. Ikona jest jednym z wizerunków Matki Bożej przywiezionych na Ruś z Bizancjum w okresie, gdy schrystianizowane państwa ruskie nie posiadały jeszcze własnych ośrodków sztuki sakralnej (prawdopodobnie 1131). Tym samym stanowiła ona jeden z wzorców dla pierwszych ruskich twórców ikon.
W pierwszych latach po przywiezieniu z Bizancjum ikona była przechowywana w pałacu książęcym w Wyszogrodzie, w 1155 została zaś przewieziona przez księcia Andrzeja I Bogolubskiego do Włodzimierza nad Klaźmą. Tam umieszczono ją w soborze Zaśnięcia Matki Bożej, który spłonął w 1185. Ikona przetrwała jednak pożar. W 1237 w czasie najazdu mongolskiego na Ruś wizerunek został pozbawiony ozdób.
W 1395 wizerunek znalazł się w soborze Zaśnięcia Matki Bożej w obrębie moskiewskiego Kremla. Mimo kolejnych przenosin (oraz nieruskiego pochodzenia) ikona pozostawała znana i czczona pod nazwą Włodzimierskiej, z czasem zaczęła być postrzegana jako jedna ze szczególnych świętości Rosyjskiego Kościoła Prawosławnego i opiekunka należących do niego narodów. Przypisywano jej szczególną moc ochrony Rusi przed najeźdźcami. Przed nią dokonywane były koronacje kolejnych carów oraz intronizacje metropolitów, a następnie patriarchów Moskwy i całej Rusi.

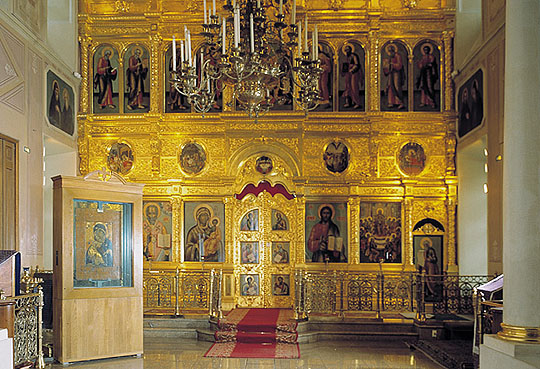
Wnętrze cerkwi-galerii św. Mikołaja. Włodzimierska Ikona Matki Bożej wystawiona jest po lewej stronie

W 1917 ikona została przeniesiona z Kremla do Galerii Tretiakowskiej, gdzie była przechowywana do 1996. W wymienionym roku trafiła do cerkwi św. Mikołaja na Zamoskworieczju w Moskwie. Świątynia ta pełni funkcje domowej cerkwi przy Galerii Trietiakowskiej – jej wyposażenie liturgiczne składa się z eksponatów galerii, a obiekt pełni równocześnie funkcję wystawienniczą i kultową.
Włodzimierska Ikona Matki Bożej była wielokrotnie kopiowana.
Na terenie Polski obiektem lokalnego kultu jest wariant ikony znajdujący się w cerkwi w Kożanach.
25 listopada 2013, podczas spotkania z papieżem Franciszkiem, prezydent Federacji Rosyjskiej Władimir Putin przekazał na jego ręce kopię Włodzimierskiej Ikony Matki Bożej, po czym zapytał papieża, czy mu się podoba, a następnie przeżegnał się i ją pocałował. Zwierzchnik Kościoła katolickiego również pocałował otrzymaną ikonę.

## Opis
Z powodu dokonywania na przestrzeni wieków wielokrotnych przeróbek ikony jedynym jej fragmentem, który zachował się w stanie pierwotnym, jest postać Matki Bożej i twarz Dzieciątka Jezus. Ikona reprezentuje typ Eleusa. Maryja, ubrana w czarną szatę z gwiazdami na ramionach i czole, trzyma na prawej ręce Jezusa, który przytula się do jej twarzy, dodatkowo obejmując go lewą ręką. Dzieciątko obejmuje prawą ręką szyję matki i tuli się do niej z charakterystycznym dla malarstwa ikonowego poważnym, niedziecinnym wyrazem twarzy. Maryja jest wpatrzona w przestrzeń, zamyślona, o smutnych oczach przewidujących przyszłe cierpienia syna. Obydwie postacie ukazane zostały na złotym tle.
Na tej samej desce, z drugiej strony, znajduje się znacznie młodsza ikona przedstawiająca etimazję, wykonana w XV lub XIX wieku.

## Kult
Upamiętnienie liturgiczne w Cerkwi prawosławnej przypada 3 czerwca według starego stylu (tj. 6 lipca według nowego stylu).